# Saison 15 des Griffin
Chronologie
Saison 14 Saison 16
La quinzième saison de la série d'animation Les Griffin (Family Guy) est diffusée depuis le 25 septembre 2016 sur le réseau Fox aux États-Unis et sur Citytv au Canada. En France, la saison a été disponible du 1er janvier 2018 au 31 décembre 2021 sur Netflix en version française.

## Épisodes
| No. série | No. saison | Titres (France et Québec)                                   | Titre original                               | Réalisation     | Scénario                  | Date de diffusion (FOX) | Dates de diffusion MCM Télétoon  | Code prod. | Audience |
| --- | ---------- | ----------------------------------------------------------- | -------------------------------------------- | --------------- | ------------------------- | ----------------------- | -------------------------------- | ---------- | -------- |
| 270 | 1          | Un groupe qui a du chien Un band qui a du chien             | The Boys in the Band                         | Joseph Lee      | Chris Regan               | 25 septembre 2016       | 21 octobre 2018 26 octobre 2017  | EACX01     | 2.80     |
| Lois n’accepte pas que Brian et Stewie regardent la télévision si c’est pour voir des films violents. Elle change alors de chaîne et leur met un programme niais dans lequel on voit un groupe chanter des morceaux enfantins. Mis au défi par Brian, Stewie décide de former un groupe de musique avec lui mais lors d’une fête, il retrouve son ex Olivia. Celle-ci s’arrange pour séparer le duo, et Brian l’engage à la place de Stewie. Malheureusement, il ne peut supporter de voir son ami si triste et finalement décide de partir. Olivia recommence alors un duo avec Vinnie, que Brian et Stewie ne connaissent pas. De son côté, Peter se met en tête de trouver un emploi pour son fils Chris qui aimerait de temps en temps pouvoir se payer des tatouages. Chris devient l’assistant personnel de Quagmire qui est incapable de gérer sa vie sexuelle tout seul, mais Lois ne supporte pas cet emploi. Chris refuse de démissionner jusqu’à ce que Lois lui parle de ses économies qu’elle accepte de lui offrir s’il s’en va, le faisant changer d’avis. |            |                                                             |                                              |                 |                           |                         |                                  |            |          |
| 271 | 2          | Miser sur le lancer Jouer son héritier                      | Bookie of the Year                           | Jerry Langford  | Daniel Peck               | 2 octobre 2016          | 21 octobre 2018 5 octobre 2017   | DACX10     | 3.47     |
| La famille se rend au festival de San Gennaro dans lequel Chris se déchaîne sur un jeu de carnaval. Lois pense qu’il devrait pratiquer un sport pour défouler sa colère et il choisit le base-ball. Contre toute attente, Chris se révèle un excellent joueur et Peter et ses amis décident de parier sur lui, puis de le faire perdre. Lois est outrée et les amis de Peter , pensant qu’il sera d’accord, cassent le bras de Chris. Mais loin de perdre, Chris révèle qu’il est aussi bon avec l’autre bras. Pendant ce temps, Brian et Stewie ont l’idée d’ouvrir un restaurant italien avec Frank Sinatra Jr. Tout marche bien au début, jusqu’à ce que Brian remarque qu’ils perdent plus d’argent qu’ils ne font de bénéfices. Frank explique qu’il a délibérément créé un système de repas gratuits mais en voulant arrêter, ils sont obligés de fermer. |            |                                                             |                                              |                 |                           |                         |                                  |            |          |
| 272 | 3          | Homme à femmes Le Giggity-golo américain                    | American Gigg-olo                            | Mike Kim        | Chris Sheridan            | 16 octobre 2016         | 21 octobre 2018 12 octobre 2017  | DACX19     | 3.68     |
| Quagmire est obligé de trouver un nouveau travail après qu’une grève se soit instituée au sein de la compagnie d’aviation. Ses amis s’aperçoivent qu’il travaille dans un club de strip-tease et après quelques tergiversations, il devient un gigolo et Peter est son proxénète. Le comportement de Peter est tel qu’ils ne peuvent pas continuer à être amis étant donné que Peter devient de plus en plus exigeant jusqu’à ce qu’un accident change la donne. Peter révèle ensuite à Quagmire que la grève est terminée depuis un mois mais qu’il n’avait pas la bonne adresse e-mail. Pendant ce temps, Brian doit trouver un emploi lui aussi après que ses droits ne sont plus couverts par l’assurance de Peter. Il devient employé d’un magasin de bricolage où son comportement ne s’améliore pas jusqu’à ce qu’une hernie discale montre qu’il sait se servir de ses outils. |            |                                                             |                                              |                 |                           |                         |                                  |            |          |
| 273 | 4          | Au cœur des Griffin À la découverte de Family Guy           | Inside Family Guy                            | Joe Vaux        | Andrew Goldberg           | 23 octobre 2016         | 21 octobre 2018 19 octobre 2017  | DACX20     | 2.49     |
| L'épisode montre aux spectateurs l'envers du décor. James Woods vous fait découvrir comment est réalisé un épisode des Griffin. On s’aperçoit alors qu’il y a quelques similarités hors tournage, comme le comportement des personnages en particularité celui de Peter qui se fait renvoyer pour insolence et commence alors une vie tout seul à l’hôtel. En son absence, David Spade reprend le rôle et change la série, en la transformant en satire ridicule. Finalement, Peter est déterminé à retrouver son travail et réussit à se faire réembaucher mais la famille avoue qu’il agit comme ça chaque semaine. |            |                                                             |                                              |                 |                           |                         |                                  |            |          |
| 274 | 5          | Le rendez-vous Le gars dans le tuxedo géant                 | Chris Has Got a Date, Date, Date, Date, Date | Brian Iles      | Artie Johann              | 6 novembre 2016         | 21 octobre 2018 2 novembre 2017  | EACX02     | 2.60     |
| Le bal de promotion approche et Chris ne trouve personne pour sortir avec lui. Stewie lui suggère de demander à la chanteuse Taylor Swift et contre toute attente, ils passent une excellente soirée. Mais le lendemain, Brian montre une vidéo Facebook dans laquelle Chris est l’objet d’humiliations . Chris confronte Taylor qui lui dit qu’elle a vraiment apprécié le rendez-vous mais que cette habitude lui permet de garder son public. Elle le montre en interprétant un morceau qui n’est rempli que d’images positives sur Chris et fait partir tout le monde. Pour lui remonter le moral, Chris accepte de l’insulter, restaurant la situation dans son cours normal. Alors que pendant ce temps, Peter emprunte la Prius de Brian et est pris par erreur pour un chauffeur Uber. Une situation qu’il apprécie jusqu’à ce des chauffeurs de taxi se vengent. |            |                                                             |                                              |                 |                           |                         |                                  |            |          |
| 275 | 6          | Pour le bien de tous                                        | Hot Shots                                    | John Holmquist  | David A. Goodman          | 13 novembre 2016        | 21 octobre 2018 9 novembre 2017  | EACX03     | 3.58     |
| Une chauve-souris attaque la famille. Peter n’arrive pas à l’écraser et attaque Stewie à la place. Mais la famille refuse de le faire vacciner en raison des effets négatifs des vaccins. Leur décision prend une autre tournure dès que toute la classe de Stewie se retrouve contaminée et que la ville entière est placée en quarantaine. Pire encore, Peter tombe malade et étant donné qu’il a détruit tous les vaccins, il ne peut pas se soigner. Stewie s’enfuit mais Sean Penn le sauve in extremis de la mort. |            |                                                             |                                              |                 |                           |                         |                                  |            |          |
| 276 | 7          | Peter révise ses classiques Leçon de littérature            | High School English                          | Steve Robertson | Ted Jessup                | 20 novembre 2016        | 21 octobre 2018 16 novembre 2017 | EACX04     | 2.74     |
| Peter se retrouve enfermé dans une bibliothèque et en attendant l’arrivée de la police, il retrace à sa manière trois grands classiques de la littérature à savoir Des souris et des hommes, Tom Sawyer et Gatsby le magnifique. |            |                                                             |                                              |                 |                           |                         |                                  |            |          |
| 277 | 8          | Carter et Tricia                                            | Carter and Tricia                            | Mike Kim        | Patrick Meighan           | 4 décembre 2016         | 21 octobre 2018 23 novembre 2017 | EACX05     | 3.45     |
| Carter devient le nouveau président de la brasserie et en profite pour humilier Peter chaque fois qu’il le peut. Un jour, Peter entend son beau-père projeter de balancer des métaux toxiques dans la bière et en parle à la journaliste Tricia Takanawa. Celle-ci devient la nouvelle cible amoureuse de Carter qui se débarrasse de sa femme en l’envoyant dans un asile de fous. Mais Carter ne sait pas que Tricia sort avec lui pour qu’il lui avoue publiquement son méfait. Peter et Carter s’allient pour empêcher Tricia de tout avouer jusqu’à ce qu’un événement change la donne. Pendant ce temps, Brian doit repasser son permis de conduire sous la houlette de Stewie. |            |                                                             |                                              |                 |                           |                         |                                  |            |          |
| 278 | 9          | Joyeuse imposture Le Griffin qui voulait gâcher Noël        | How the Griffin Stole Christmas              | Julius Wu       | Aaron Lee                 | 11 décembre 2016        | 21 octobre 2018 21 décembre 2017 | EACX06     | 3.05     |
| Il neige. Peter ne trouve rien de mieux à faire que de détruire un meuble très ancien ayant appartenu à la famille de Lois depuis des générations. Les Griffin se rendent donc dans un centre commercial où la file d’attente est très longue étant donné qu’aucun Père Noël ne se trouve ici. Peter propose alors de le remplacer, une tâche qu’il accomplit avec plus ou moins de fierté jusqu’à ce que le vrai Père Noël ne lui demande d’arrêter tant l’esprit des fêtes l’a corrompu. Peter refuse et le Père Noël doit alors sévir. Pendant ce temps, Brian et Stewie trouvent un emploi dans une entreprise d’imprimantes mais à cause de la maladresse de Stewie, presque tous les employés perdent leur travail. Culpabilisant, Stewie leur verse alors des indemnités. |            |                                                             |                                              |                 |                           |                         |                                  |            |          |
| 279 | 10         | Y a-t-il un gros tas dans l'avion ? Passager gros-lard-sept | Passenger Fatty-Seven                        | Greg Colton     | Alex Carter               | 8 janvier 2017          | 21 octobre 2018 30 novembre 2017 | EACX07     | 4.00     |
| Quagmire a déposé sa mère à San Francisco et invite ses amis à un voyage en avion avec lui. Sur le vol du retour, les autres pensent que piloter un avion n’est pas difficile laissant à Quagmire le soin de désactiver le pilote automatique. Malheureusement, des pirates de l’air envahissent l’appareil et mettent en jeu la vie des passagers et celle de l’équipage, une situation d’autant plus délicate qu’un traître sévit parmi eux. |            |                                                             |                                              |                 |                           |                         |                                  |            |          |
| 280 | 11         | Le miel et les athlètes Le Gronk et les abeilles            | Gronkowsbees                                 | Jerry Langford  | Cherry Chevapravatdumrong | 15 janvier 2017         | 27 octobre 2018 7 décembre 2017  | EACX08     | 3.55     |
| Un voisin du quartier décède à cause des drones que Peter et ses copains utilisent. Rob Gronkowski, joueur de football très célèbre, emménage alors à sa place. Bien que le quatuor l’apprécie beaucoup, son sens ininterrompu de la fête les empêche de dormir. Stewie, lui, se lance dans l’apiculture avec l’aide de Brian. Pour que ses abeilles soient plus productives, il leur donne des stéroïdes. Mal lui en prend, l’agressivité des insectes s’en fait ressentir. Rob est suspendu et n’a plus le droit de jouer après avoir mangé du miel fabriqué à partir des abeilles mutantes de Stewie et jure de se venger. |            |                                                             |                                              |                 |                           |                         |                                  |            |          |
| 281 | 12         | DJ Peter D.J. Peter et les gars du son                      | Peter's Def Jam                              | Joe Vaux        | Anthony Blasucci          | 12 février 2017         | 27 octobre 2018 14 décembre 2017 | EACX09     | 1.86     |
| Peter et ses amis se lancent dans une émission du type podcast jusqu’à ce qu’un producteur ne les repère et ne leur propose de devenir DJ. Lors de leur passage, le propriétaire du club encourage Peter à se lancer en solo. Le lendemain, Peter se réveille complètement sourd. Il demande de l’aide à ses amis, qui ne sont dans un premier temps pas d’accord mais finissent par accepter. Mais Peter étant sourd, il ne peut pas entendre le son qu’il diffuse et l’émission finit en eau de boudin. Stewie, lui, doit partager sa chambre avec Brian quand Lois croit être allergique à son chien. Leur cohabitation se passe mal, d’autant plus que Stewie a adopté un furet. Peter retrouve son ouïe dont la perte avait été causée par l’absorption massive de drogues pendant que Lois connaît enfin les causes de son allergie et que Stewie se bat avec le furet. |            |                                                             |                                              |                 |                           |                         |                                  |            |          |
| 282 | 13         | Violon dingue La corde sensible                             | The Finer Strings                            | Joseph Lee      | Shawn Ries                | 19 février 2017         | 28 octobre 2018 11 janvier 2018  | EACX10     | 2.26     |
| La famille Griffin assiste à un concours de talents au lycée de Quahog. Peter tombe en admiration en entendant un récital de violon et pousse ses amis à monter un quatuor avec lui. Le problème, c’est qu’il ne s’entraîne pas et que ses amis finissent par le renvoyer. Il prend alors des leçons avec un teinturier particulièrement acariâtre et le voyant ainsi, ses amis le réinvitent dans le groupe où pour une fois, il s’en sort plutôt bien, mais laisse tomber le violon quand le concert se termine. Alors que de son côté, Carter à cause de sa mauvaise vue, a uriné sur la scène du théâtre, incitant Brian à devenir son chien d’aveugle. Brian profite de tous les avantages laissés par Carter jusqu’à ce qu’il retrouve la vue et le jette dehors. Stewie lui propose alors un plan pour qu’il récupère son statut. |            |                                                             |                                              |                 |                           |                         |                                  |            |          |
| 283 | 14         | Piner, c'est facile Touche pas à mon app!                   | The Dating Game                              | Brian Iles      | Tom Devanney              | 15 janvier 2017         | 28 octobre 2018 18 janvier 2018  | EACX11     | 2.48     |
| Peter et ses amis participent à une vente aux enchères dont le prix est un château médiéval. Ils le perdent face à un autre groupe et décident de se venger, mais le château brûle et les huit hommes se retrouvent au bar pour prendre une bière. Mort doit cependant les quitter, puisqu’il a rendez-vous avec une femme rencontrée sur Tinder. Quagmire ne connaissant pas ce système, ses amis le lui présentent. Toutefois, un problème se pose quand il devient très vite dépendant de l’application et rejette toute vie sociale. Peter a alors l’idée d’appeler une prostituée pour le remettre d’aplomb mais c’est une autre femme qui arrive avant elle. Alors que Stewie souffre d’une mauvaise scoliose qui le condamne à porter un appareil lui permettant de susciter l’intérêt de ses camarades de classe, il s’attache à cette protection tant et si bien qu’il refuse de la retirer lorsque son dos guérit. En conséquence, ses muscles s’atrophient et l’obligent à porter un autre appareil qui cette fois le rend ridicule.                           |            |                                                             |                                              |                 |                           |                         |                                  |            |          |
| 284 | 15         | Le flic et la commotion Bon cop, simili cop                 | Cop and a Half-Wit                           | John Holmquist  | Ray James                 | 12 mars 2017            | 4 novembre 2018 25 janvier 2018  | EACX12     | 2.51     |
| Au bar, Joe admet à ses copains qu’il connaît quelques difficultés professionnelles puisqu’on ne lui confie plus que des tâches ingrates. Un jour, Peter décide de lui restaurer sa confiance en lui et procède à une arrestation quelque peu illégale. Pour autant, Joe qui s’attendait à se faire réprimander reçoit tout un tas de louanges de la part de son supérieur. Il promet de continuer, mais ne cite jamais Peter dans ses remerciements. Agacé, celui-ci le harcèle jusqu’à ce que Joe se défende. Peter et Joe acceptent tout de même une dernière mission et Joe retrouve enfin toute sa confiance en lui. Pendant ce temps, au supermarché Stewie est ulcéré de voir qu’on le prend pour une fille et décide de s’inscrire dans une équipe de football américain. Brian lui conseille de jouer après s’être disputé avec une femme. Mais durant le match, Stewie souffre d’une commotion et Chris doit alors intervenir. |            |                                                             |                                              |                 |                           |                         |                                  |            |          |
| 285 | 16         | Le gros tas La bouffe tue                                   | Saturated Fat Guy                            | Steve Robertson | Damien Fahey              | 19 mars 2017            | 4 novembre 2018 1er février 2018 | EACX12     | 2.34     |
| Un documentaire que Lois regarde sur les dangers de la malbouffe pousse Lois à ne cuisiner que des produits sains et frais. Mais Peter qui ne supporte plus ce régime imposé se réfugie dans sa voiture et se prépare un sandwich. Cleveland, puis bientôt deux autres hommes le rejoignent et lui en demandent chacun un. En conséquence, Peter ouvre son propre food truck et refuse d’en sortir. Une parade se déroule en ville et il demeure incapable de la voir puisque son obésité l’empêche de sortir. Pendant ce temps, Meg s’inscrit dans une compétition de roller derby que Chris considère comme étant dangereuse et en voulant la sauver, il finit à l’hôpital. |            |                                                             |                                              |                 |                           |                         |                                  |            |          |
| 286 | 17         | La fugue La jeunesse perdue de Peter                        | Peter's Lost Youth                           | Julius Wu       | Danny Smith               | 26 mars 2017            | 4 novembre 2018 8 février 2018   | EACX12     | 2.17     |
| Peter remporte un lot à la tombola, un week-end pour deux personnes à Boston au sein d’une équipe de base-ball. Suivant le conseil de Brian, il décide d y aller avec Lois mais arrivés là-bas, il déchante quand il se rend compte que personne ne fait attention à lui mais préfère sa femme. Ses tentatives de se rattraper s’avèrent infructueuses, mais grâce à Lois, qui fait chanter l’équipe, il est à nouveau accepté et permet même à ses équipiers de remporter le match. Alors que pendant ce temps, Meg doit garder Stewie, qui lui manque de respect et cherche à fuguer de la maison jusqu’à ce que les explications interviennent. |            |                                                             |                                              |                 |                           |                         |                                  |            |          |
| 287 | 18         | Le proviseur improvisé Peter le directeur                   | The Peter Principal                          | Greg Colton     | Steve Callaghan           | 30 avril 2017           | 4 novembre 2018 15 février 2018  | EACX16     | 2.42     |
| Le principal Shepherd traverse une crise de la quarantaine. Laissant son poste vacant, c’est Peter qui en hérite et qui en profite pour tabasser les voyous qui maltraitent Meg. Mais le pouvoir lui monte peu à peu à la tête et il s’apprête à réinstaurer les châtiments corporels jusqu’à l’arrivée du comité des parents d’élèves présidé par Lois qui restitue le principal Shepherd à son statut. Mais bien qu’il n’ait pas réussi à être un bon principal, Peter réussit à montrer à Meg son soutien. Pendant ce temps, Brian et Stewie décident d’ouvrir un hôtel qui devient accidentellement un bordel. Malheureusement, les prostituées embauchées se rebellent et ils vont devoir lutter pour récupérer leur droit. |            |                                                             |                                              |                 |                           |                         |                                  |            |          |
| 288 | 19         | La déportation Au-delà des frontières                       | Dearly Deported                              | Jerry Langford  | Mike Desilets             | 21 mai 2017             | 10 novembre 2018 22 février 2018 | EACX17     | 2.14     |
| Les Griffin se rendent dans un parc d’attractions aquatique où Chris tombe amoureux d’Isabella une jeune mexicaine. L’attraction est réciproque, mais Isabella doit être déportée et Chris garde ses enfants en son absence. Lois objecte disant que son fils est trop jeune pour pouvoir s’en occuper, mais lorsque Chris, ses parents et Quagmire partent au Mexique et doivent survivre après un accident, Chris parvient à démontrer qu’il pourrait être un bon père. De retour à Quahog, Isabella et Chris se séparent avant que Chris ne confesse à sa mère qu’il n’est pas prêt à avoir des enfants. |            |                                                             |                                              |                 |                           |                         |                                  |            |          |
| 289 | 20         | La semence Les Peter junior                                 | A House Full of Peters                       | Joseph Lee      | Chris Sheridan            | 21 mai 2017             | 10 novembre 2018 21 mai 2018     | EACX19     | 2.14     |
| Lois, Donna et Bonnie passent une soirée entre filles et en profitent pour piéger leurs maris grâce à des canulars téléphoniques. Mais lorsque Lois se fait passer pour Rebecca, une prétendue enfant que Peter aurait eue, ce dernier est pris d’une crise de panique. En le suivant, Lois découvre que Peter a donné il y a très longtemps sa semence à la banque du sperme et réussit à le convaincre de reprendre contact avec tous les enfants illégitimes qu’il a engendrés. Le jour suivant, tout un tas de descendants divers et variés arrivent chez les Griffin et Lois succombe au charme de Larry, l’un d’eux. Lui et Peter en viennent aux mains avant que Lois ne sauve son mari. Peter révèle ensuite que désormais, il se masturbe dans l’évier, afin que son sperme atterrisse dans les égouts et que des rats et des alligators partagent ses caractéristiques. |            |                                                             |                                              |                 |                           |                         |                                  |            |          |